# Gallotia simonyi machadoi
El llangardaix gegant d'El Hierro (Gallotia simonyi machadoi) és una subespècie de llangardaix endèmica de l'illa d'El Hierro (Illes Canàries, Espanya). El llangardaix gegant es considera, segons una llei del Govern de Canàries, el símbol natural de l'illa d'El Hierro, conjuntament amb la savina.
Una petita població relicta coneguda únicament pels cabrers de la zona va quedar relegada a l'extrem meridional del Risco de Tibataje, en un paratge conegut com la Fuga de Gorreta. Les enquestes dutes a terme a l'illa per Salvador el 1971 van revelar la seva existència i van posar a terrariòfils i cercadors de rareses rera la pista del llangardaix. El 1974 es van capturar els primers individus al Risco i es van posar en marxa les primeres mesures dirigides a la seva conservació.
L'àrea que ocupa l'única població natural coneguda és de tan sols 4 hectàrees orientades al sud-oest i localitzades entre el Poblado de Guinea (100 msnm), i l'anomenat Paso del Pino (540 msnm). Aquesta població estaria composta, per uns 250 individus, la petita grandària dels quals i joventut donen una idea dels escassos recursos de la zona i de les nombroses amenaces a les quals estan exposats els llangardaixos.

## Reintroduccions
Des de 1986 s'està duent a terme un pla de cria en captivitat en el qual han nascut diversos centenars d'individus. Part d'aquests llangardaixos s'han destinat a realitzar algunes reintroduccions experimentals en tres punts de l'àrea primitiva de distribució de l'espècie. La primera d'aquestes reintroduccions es van dur a terme al febrer de 1999 en el lloc on habitava la subespècie extinta Gallotia simonyi simonyi (Roque Chico de Salmor) on es van alliberar 37 individus subadults. En l'actualitat aquesta població està plenament estabilitzada, amb índexs de mortalitat molt baixos, taxes elevades de creixement i evidències de reproducció.
Una segona població va ser reintroduïda a la zona coneguda com el Julan, on es van alliberar entorn de dos-cents llangardaixos. La tercera reintroducció va tenir lloc al maig de 2001 a la Devesa, una zona ben conservada que, fins fa un segle i mig, posseïa una població de llangardaixos gegants. Aquestes dues separades han mostrat signes de viabilitat, tot i que requereixen un control continuat dels gats domèstics asilvestrats.